# Майське (Карасуський район)
Ма́йське (каз. Майское) — село у складі Карасуського району Костанайської області Казахстану. Входить до складу Карасуського сільського округу.
Населення — 39 осіб (2021; 315 у 2009, 852 у 1999, 1222 у 1989).